# Лунная династия
Лу́нная дина́стия, или Чандрава́мша (IAST: candra-vaṃśa) — полумифическая древнеиндийская царская династия, наряду с Солнечной династией (IAST: sūrya-vaṃśa = Сурьява́мша). Ведёт своё начало от бога Луны Чандры (Сомы; отсюда именование Сомавамша). Ветвь династии, происходящая от героя Яду, называется также Ядава (Jâdavâs — «потомки Яду»).
Первым царём Лунной династии считается Пуруравас, матронимическое имя которого Айла, отчего эта династия также известна как династия Айла. От этого царя и его потомков произошли многие другие династии Древней Индии, но они все продолжают относиться к Лунной династии, входя в списки её правителей. По имени лунного Чандры цари династии носили титул либо «Чандравамшин», либо «Чандравамшараджа».
К Лунной династии принадлежали княжеские роды Куру, или Кауравы, и Панду, или Пандавы, междоусобная война которых составляет основную фабулу «Махабхараты». От неё же считают своё происхождение и многие раджпутские фамилии. В древности некоторые отпрыски Лунной династии (равно как и Солнечной) давали начало и брахманским родам, в том числе знаменитому в истории индийской литературы Каушика.

## Генеалогия

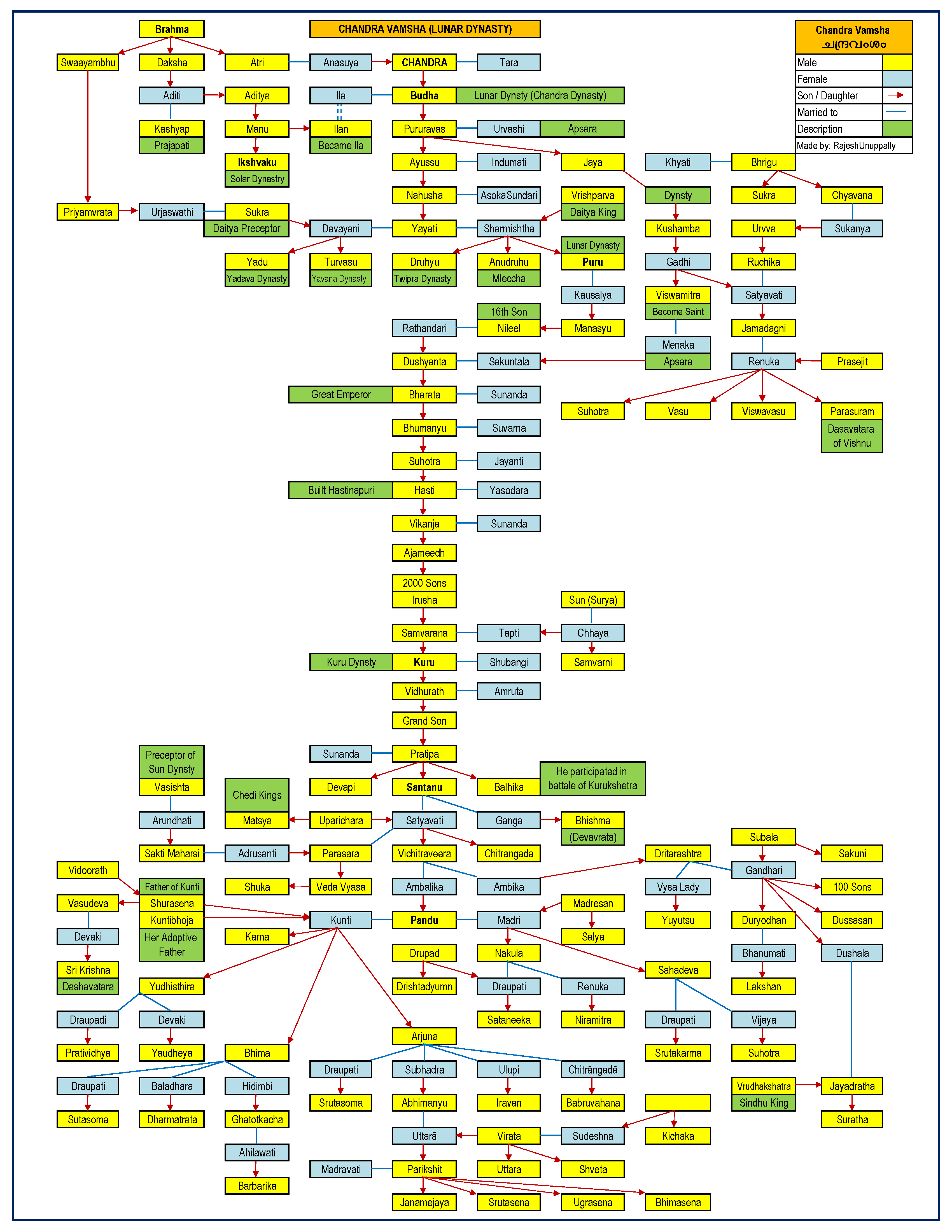
Генеалогическое древо

До царя Пурураваса родословная линия Лунной династии выглядит так:
```
                                       
Брахма

                                      /      \
                                    
Атри
   
Маричи

                                     |        |   
                                     |     
Кашьяпа

                                     |        |     
                                   
Чандра
  
Вивасван
     
                                     |        |
                                     |       
Ману

                                     |        |
                                   
Будха
     
Ила

                                     \        /
                                      
Пуруравас
```

В Махабхарате описано следующее происхождение династии: 1) Брахма → Маричи → Кашьяпа → Вивасван → Яма Вайвасвата → Мартанда → Ману → Ила; Мать Вивасвана — Адити, дочь Дакши. Ила считается либо дочерью Ману, либо сыном, который в результате проклятия стал женщиной.
Важнейшей цепочкой в генеалогии царей Лунной династии считается родословная от сына Илы царя Пурураваса до царя Яяти. Данные по этой части родословной приведены в двенадцати пуранах, дважды в Махабхарате и частично в Рамаяне. Нижеприведённая схема отражает сведения этих источников:
```
                                                        
Ила

                                                         |
                                                   
Пуруравас Айла

                                                         |
                                                         -------------------------------------------
                                                         |                                         |
                                                      
Аю (Аюс)
                                  Амавасу 
                                                         |                                         |
                       -----------------------------------------------------------------        Династия
                       |                  |              |             |               |       
Каньякубджи

                     
Нахуша
         Кшатравриддха     Рамбха         Раджи           Аненас
                       |                  |                            |               |
                -----------------    Династия 
Каши
               
Кшатрии
 
Раджея
   
Кшатрадхарманы

                |               |
               Яти             
Яяти

                                |
                      ---------------------------------------------------------------------
                      |                 |              |                 |                |
                     
Яду
             
Турвасу
         
Друхью
             
Ану
              
Пуру

                      |                 |              |                 |                |
              ----------------      Род Турвасу    Род Друхью          Анавы           
Пауравы

              |              |                                           |
         Сахасраджит       Крошту                            -------------------------
              |              |                               |                       |     
            Шатаджит       
Ядавы
                          Ушинара                 Титикшу
              |                                              |                       |
            Хайхая                                   Династии 
Пенджаба
      Династия на Востоке   
              |                                          
            
Хайхаи
```

## Списки правителей по династиям
Ниже приведены списки правителей основных династий, упомянутых в вышеприведённой схеме.

### Династия Каньякубджи
Основателем династии считается сын царя Пурураваса Айлы Амавасу. Столицей данной династии был город Каньякубджа (современный Каннаудж).
1. Амавасу
2. Бхима
3. Канчанапрабха
4. Сухотра
5. Джахну
6. Сунаха
7. Аджака
8. Балакашва
9. Куша
10. Кушашва-Кушика
11. Гадхи
12. Вишвамитра
13. Аштака
14. Лаухи

### Династия Каши
Основателем династии считается сын царя Аю по имени Кшатравриддха. Столицей династии был город Каши (современный Варанаси).
1. Кшатравриддха
2. Сунахотра
3. Каша
4. Диргхатапас
5. Дханва
6. Дханвантари
7. Кетуман I
8. Бхимаратха
9. Диводаса I
10. Аштаратха
11. Харьяшва
12. Судева
13. Диводаса II
14. Пратардана
15. Ватса
16. Аларка
17. Саннати
18. Сунитха
19. Кшема
20. Кетуман II
21. Сукету
22. Дхармакету
23. Сатьякету
24. Вибху
25. Сувибху
26. Сукумара
27. Дхриштакету
28. Венухотра
29. Бхарга

### Династия Ядавов
Основателем династии считается сын Яяти по имени Яду. Ядавы, в свою очередь, были разделены на две разные ветви:
1) Хайхаи, которые произошли от сына Яду по имени Сахасраджит,
2) Ядавы, ведущие род от сына Яду Крошту.

#### Хайхаи
Название дал третий царь династии по имени Хайхая.
1. Сахасраджит
2. Шатаджит
3. Хайхая
4. Дхарманетра
5. Кунти
6. Саханджа
7. Махишман
8. Бхадрашренья
9. Дурдама
10. Канака
11. Критавирья
12. Арджуна Картавирья
13. Джаядхваджа
14. Таладжангха
15. Витихотра
16. Ананта
17. Дурджая
18. Супратика

#### Ядавы (потомки Крошту)
1. Крошту
2. Вриджиниван
3. Свахи
4. Рушадгу
5. Читраратха
6. Шашабинду
7. Притхушравас
8. Антара
9. Суяджня
10. Ушанас
11. Шинею
12. Марутта
13. Камбалабархис
14. Рукмакавача
15. Параврит
16. Джьямагха
17. Видарбха
18. Кратха-Бхима
19. Кунти
20. Дхришта
21. Нирврити
22. Видуратха
23. Дашарха
24. Вьоман
25. Джимута
26. Викрити
27. Бхимаратха
28. Ратхавара
29. Дашаратха
30. Екадашаратха
31. Шакуни
32. Карамбха
33. Деварата
34. Девакшатра
35. Девана
36. Мадху
37. Пуруваша
38. Пурудвант
39. Джанту (Амшу)
40. Сатван
41. Бхима Сатвата

У Сатваты было четверо сыновей, которые дали начало нескольким родам среди Ядавов:
```
                                                Сатвата
                                                   |                                        
       -----------------------------------------------------------------------------------------------
       |                  |                                   |                                      |
Бхаджин-Бхаджамана   Девавриддха                      Андхака Махабходжа                          
Вришни

                          |                                   |                                 (см. ниже)             
                       Бабхру                   ---------------------------------------
                          |                     |                                     |
               
Бходжи
 из Марттикаваты        Кукура                               Бхаджамана
                                         (предок 
Кукуров
)                      (предок 
Андхаков
)
                                                |                                     |
                                          Вришни (Дхришну)                        Видуратха
                                                |                                     |     
                                           Капотароман                         Раджадхидева-Шура
                                                |                                     |
                                          Виломан (Титтири)                        Шонашва
                                                |                                     |
                                               Нала                                 Шамин
                                       (Нанданодарадундубхи)                          |  
                                                |                                     |
                                            Абхиджит                             Пратикшатра
                                                |                                     |
                                            Пунарвасу                            Сваямбходжа 
                                                |                                     |
                                              Ахука                                Хридика
                                                |                                     |
                                        --------------                     ----------------------------
                                        |            |                     |            |             |       
                                     Девака      
Уграсена
             Критаварман    Деварха     другие сыновья
                                                     |                                  |
                                               
Камса
 и другие                     Камбалабархиша
                                                                                        |
                                                                                    Асамауджас
```

В свою очередь потомки Вришни от его жен Гандхари и Мадри отражены на следующей схеме:
```
     Гандхари ========= Вришни ========= Мадри
                  |                |
            -------                --------------------------------------------------------------------------
            |                                   |                     |                     |               |
    Сумитра или Анамитра I                   Юдхаджит             Девамидхуша            Анамитра II     Шини (?)  
            |                                   |                     |                     |            
         Нигхна                              Пришни                 Шура                  Шини 
            |                                   |                     |                     |
      ------------                      -------------            --------------          Сатьяка
      |          |                      |           |            |            |             |
    Прасена  Сатраджит              Швапхалка    Читрака      
Васудева
    другие         Ююдхана
                 |                      |           |            |        сыновья           |
             Бхангакара              
Акрура
  Притху и др.        -----------             Асанга
                 |                      |                        |         |                |
             Сабхакша               Девавант и               
Баларама
   
Кришна
          Югандхара
                                     Упадева
```

### Род Турвасу
1. Турвасу
2. Вахни
3. Гарбха
4. Гобхану
5. Тришану
6. Карандхама
7. Марутта
8. Душьянта

### Род Друхью
1. Друхью
2. Бабхру
3. Сету
4. Ангара
5. Гандхара
6. Дхарма
7. Дхрита
8. Дурдама
9. Прачетас
10. Сучетас

### Анавы
Генеалогия Анавов («Потомков Ану») дана в девяти пуранах. Уже после седьмого царя после Ану, по имени Махаманас, имевшего двух сыновей, династия разделилась на две большие ветви. Ушинара, первый сын Махаманаса, и его потомки обосновались на северо-западе Индии, где-то в Пенджабе. Второй сын Титикшу основал новое царство на Востоке, в Восточном Бихаре.

#### Анавы — линия Ушинары
Ушинара имел несколько потомков, каждый из которых основал свою местную династию:
```
                                             Ушинара
                                                |
              ------------------------------------------------------------------------
              |              |                  |               |                    |
            Нрига           Нава              Крими          Суврата           Шиви Аушинара
              |              |                  |               |                    |
           Яудхеи           цари               цари          Амбаштхи                |
                         Навараштры           Кримилы                                |
                                                                ------------------------------------
                                                                |           |           |          |        
                                                           Вришадарбха   Сувира       Кекая     Мадрака
                                                                |           |           |          |        
                                                           Вришадарбхи   Саувиры      Кекаи     Мадраки
                                                                                    или Кайкеи
```